# Maso da San Friano

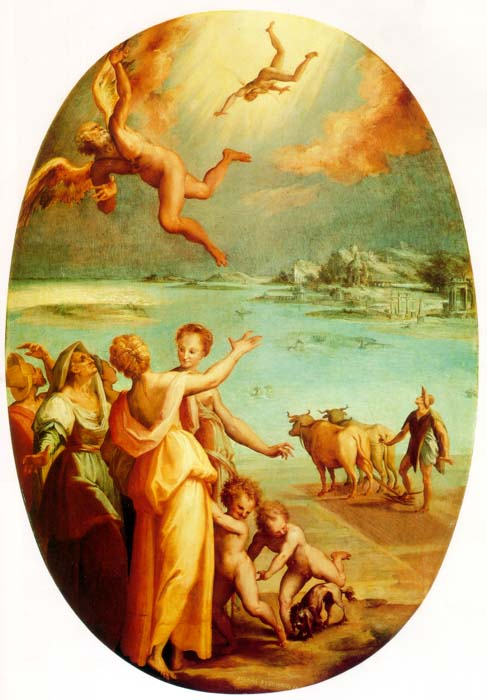
Caiguda d'Ícar (1570)

Tommaso d'Antonio Manzuoli, conegut com a Maso da San Friano (Florència, 4 de novembre de 1532 - Florència, enterrat el 2 d'octubre de 1571), va ser un pintor manierista italià.

## Biografia

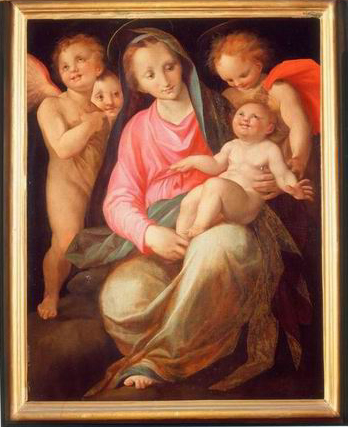
Mare de Déu am l'Infant, Prato.

No és clar si el seu mestre va ser Pier Francesco Foschi o Carlo Portelli. Maso va intentar imprimir en el seu estil un naturalisme aliè als preceptes a la «maniera» propugnats per Giorgio Vasari, prenent com a referents l'obra de mestres del renaixement i el primer manierisme, com ara Andrea del Sarto, Fra Bartolomeo, Pontormo i Rosso Fiorentino.
Va realitzar treballs per a l'església de San Pier Maggiore de Florència (Visitació, ara al Museu Fitzwilliam de Cambridge), i per a la Catedral de Prato. També va pintar obres per a les esglésies d'Ognissanti i Santa Felicita.
Seu és un retrat de Ferran I de Mèdici, Gran Duc de Toscana (1570, Ajuntament de Prato). Maso també va estar involucrat en els treballs de decoració del Studiolo de Francesc I al Palazzo Vecchio de Florència, el pintor va contribuir amb dos llenços, Vol d'Ícar i Mina de Diamants. Aquest projecte, dirigit per Vasari, va ser un dels més importants de la seva època.
A la seva fase de maduresa, se'l considera un dels components del moviment contramanierista. Els seus deixebles més importants van ser Jacopo da Empoli i Alessandro Fei.

## Obres destacades
- Resurrecció (1552, Església de Santa Trinita, Florència)
- Retrat de dos arquitectes (1556, Palazzo Venezia, Roma)
- Mare de Déu amb quatre sants (1560, Santa Trinità, Cortona)
- Retrat d'Elena Gaddi Quadratesi (Palau Pitti, Florència)
- Visitació (1560, Museu de Fitzwilliam, Cambridge)
- Trinitat amb els sants Agustí, Felip, Crispí i Sant Jaume el Major (1560-70, Galleria dell'Accademia, Florència)
- Al·legoria de la Fortalesa (1560-62, Galleria dell'Accademia, Florència)
- Caiguda d'Ícar (1570, Studiolo, Palazzo Vecchio, Florència)
- Mina de diamants (1570, Studiolo, Palazzo Vecchio, Florència)
- Retrat de Ferran I de Mèdici (1570, Ajuntament de Prato)
- Sagrada Família (1570, Ashmolean Museum, Oxford)